# Taiwanaphis tasmaniae
Taiwanaphis tasmaniae är en insektsart. Taiwanaphis tasmaniae ingår i släktet Taiwanaphis och familjen långrörsbladlöss. Inga underarter finns listade i Catalogue of Life.